# Olof Hallin (läkare)
Olof Fredrik Hallin (i riksdagen kallad Hallin i Stockholm), född 3 mars 1821 i Svinstads socken, Östergötlands län, död 17 december 1888 i Stockholm, var ett svenskt medicinalråd och riksdagspolitiker.

## Biografi
Hallin blev student vid Uppsala universitet 1839, medicine kandidat 1845, medicine licentiat 1847, medicine doktor 1848 och kirurgie magister samma år. Han var amanuens vid Serafimerlasarettet i Stockholm 1847–1849, provinsialläkare i Falu distrikt 1849–1852, lasarettsläkare i Falun 1852–1873, stadsläkare där 1852–1865, t.f. medicinalråd 1865–1873 och ordinarie från 1873. Han invaldes som ledamot av Lantbruksakademien 1885.
Hallin var ledamot av riksdagens första kammare 1870-1874 för Kopparbergs läns valkrets.